# Dicheirus piceus
Dicheirus piceus är en skalbaggsart som beskrevs av Leconte 1851. Dicheirus piceus ingår i släktet Dicheirus och familjen jordlöpare. Inga underarter finns listade i Catalogue of Life.